# Fecske-torony
A Téry-horhostól a Lomnici-csúcshoz húzódó soktornyú, hosszú gerincnek legmagasabb és leghatalmasabb kiemelkedése a Fecske-torony (szlovákul: Pyšný štít). Északnyugatra tőle a Téry-csúcs emelkedik; kettejüket a Pawlikowski-rés választja el. A Fecske-torony délkeleti gerince a Bachleda-résbe esik alá, amelyen túl - az egészen jelentéktelen Tomasson-torony és Jordán-torony után - a Jordán-csúcs következik, A Fecske-torony úgy délnyugatra az Öt-tó katlana felé, mint északkeletre a Zöld-tó felé, meredeken aláeső pillérszerű nyúlványokat bocsát ki magából. Különösen az utóbbi, északkelet felé kiugró s a Nagy Papiruszvölgyet a Rézpad-katlantól elválasztó sziklahát igen tekintélyes, amely a Fecske-toronynak és a Téry-csúcsnak közös alapzatául szolgál. Megmászása többnyire szakadék és gerincmászások kombinációjára ad alkalmat.
Első megmászója Téry Ödön, Spitzkopf M. vezetővel 1877. augusztus 6-án.

## Megközelítése
A Pawlikowski-rés délkeleti nyílásából néhány lépést a gerincen, azután keveset a jobbra vezető törmelékpárkányon, amelyről egy patkán balra vissza a gerincre kell menni. Ennek bal oldalán, kevéssel az él alatt, lépcsőzött tömbökön tovább. Egy kis bemetszésnél újból fel a gerincre, utána a bal oldalra, míg nagy tömbökhöz érünk, amelyeken a szélesedő gerincen érjük el a csúcsot. Ez az út kb. 20 percet vesz igénybe.

## Forrás
Dr. Komarnicki Gyula A Magas-Tátra hegyvilága Budapest, 1978 ISBN 963 253 284 8